# Heterusia jelskiaria
Heterusia jelskiaria là một loài bướm đêm trong họ Geometridae.